# Perisades IV

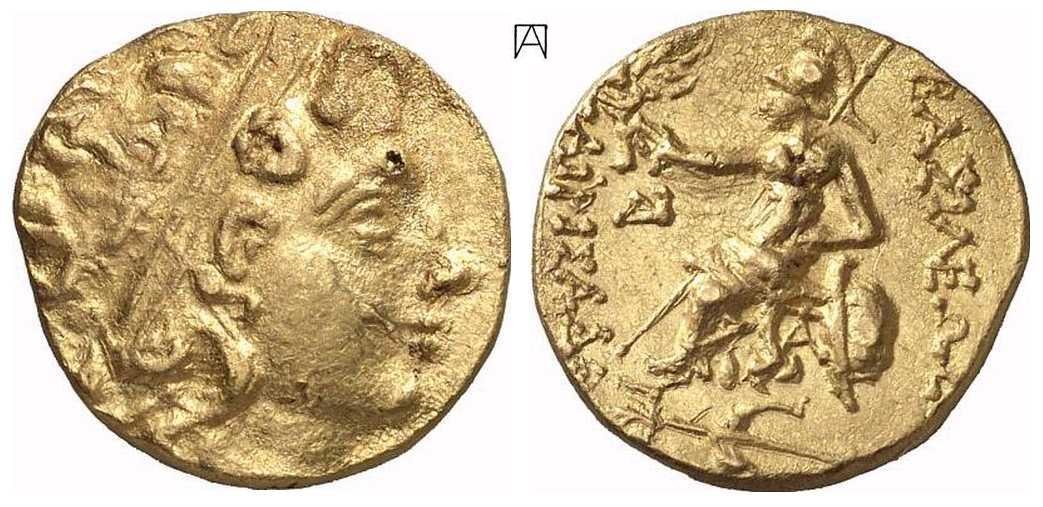
Moneda de oro de Perisades IV

Perisades IV Filometor (en griego antiguo: Παιρισάδης Δ' Φιλομήτωρ, Pairisádēs IV Philomḗtōr) fue un rey de Bósforo que reinó de aproximadamente el 170 al 150 o del 150 al 125 a. C.

## Origen
Perisades IV fue hijo de Perisades III y de la reina Camasaria Filotecnos.

## Reinado
Después de la muerte de su padre hacia el 170 o 150 a. C., Perisades IV reinó conjuntamente con su madre la reina Camasaria Filotecnos. Fue en esta época cuando se el atribuyó el epíteto Filometor como a su contemporáneo el lágida Ptolomeo VI.
Es conocido por una inscripción que menciona a «Perisades (IV) Filometor, hijo de Perisades (III) con su madre Camasaria, hija de Espártoco (V) y el segundo marido de ésta Argoto hjjo de Isanto».

## Descendencia
Después de la muerte de Perisades IV Filometor, la filiación de sus sucesores es imprecisa y descansa sobre varias hipótesis contradictorias :
- Perisades IV es el padre de Espártoco VI, padre de Perisades V;[2]
- Perisades IV es el padre de Espártoco VI y de Leucón III, siendo uno de los dos el padre de Perisades V.[3][4]